# Elecciones presidenciales de Uzbekistán de 2016
Elecciones presidenciales se celebraron en Uzbekistán el 4 de diciembre de 2016 tras la muerte del presidente Islom Karimov el 2 de septiembre. La constitución ordenó que las elecciones se celebraran dentro de los tres meses posteriores a la muerte de Karimov. El presidente interino Shavkat Mirziyoyev ganó las elecciones con el 88.6% de los votos. La elección fue descrita por The Economist como una farsa y por la Organización para la Seguridad y la Cooperación en Europa como carente de "una opción genuina".

## Resultados
| Candidato                          | Partido                                     | Votos      | %     |
| ---------------------------------- | ------------------------------------------- | ---------- | ----- |
| Shavkat Mirziyoyev                 | Partido Liberal Democrático de Uzbekistán   | 15,906,724 | 88.61 |
| Khatamjon Ketmonov                 | Partido Democrático Popular de Uzbekistán   | 669,187    | 3.73  |
| Narimon Umarov                     | Partido Socialdemócrata de la Justicia      | 619,972    | 3.46  |
| Sarvar Otamuradov                  | Partido Demócrata del Renacimiento Nacional | 421,055    | 2.35  |
| Votos nulos/en blanco              | Votos nulos/en blanco                       | 334,729    | –     |
| Total                              | Total                                       | 17,951,667 | 100   |
| Votantes registrados/participación | Votantes registrados/participación          | 20,461,805 | 87.73 |
| Fuente: CEC                        |                                             |            |       |